# Winfried Hardinghaus
Winfried Hardinghaus (* 27. Februar 1951 in Osnabrück) ist ein deutscher Palliativmediziner, Facharzt für Innere Medizin und Diabetologe. Seit 2024 ist er Mitglied des Deutschen Ethikrats.

## Ausbildung und Klinische Leitungsfunktionen
Hardinghaus studierte von 1970 bis 1975 Medizin an den Universitäten Münster und Heidelberg. Seine klinische Ausbildung erhielt er zwischen 1975 und 1987 an der Uniklinik Heidelberg und am Klinikum Osnabrück. Er ist Facharzt für Innere Medizin mit den Zusatzbezeichnungen Palliativmedizin und Diabetologie (DDG).
Von 1987 bis 2015 arbeitete er als Chefarzt der Inneren Medizin im Krankenhaus St. Raphael in Ostercappeln. Zwischen 1996 und 2015 war Hardinghaus außerdem Ärztlicher Direktor des Klinikums St. Georg (Krhs. St. Raphael Ostercappeln und Franziskus-Krhs. Georgsmarienhütte-Harderberg) und zwischen 1997 und 2002 zugleich Leitender Ärztlicher Direktor des Krankenhausverbundes St. Georgstift e. V. (Franziskus-Krankenhaus Berlin, Krhs. St. Raphael Ostercappeln, Franziskus-Hospital Georgsmarienhütte-Harderberg, Elisabeth-Krhs. Thuine, Krhs. St. Georg Bad Pyrmont).
Von 2012 bis 2020 war Hardinghaus als Ärztlicher Leiter der Palliativmedizin am Marienhospital Osnabrück und Leiter des Zentrums für Palliativmedizin der Niels-Stensen-Kliniken tätig. Seit 2015 arbeitet er als Chefarzt der Klinik für Palliativmedizin am Franziskus-Krankenhaus Berlin.

## Weiterer Werdegang und wichtige Ämter
Von 1980 bis 1990 war Hardinghaus an der Hochschule Osnabrück tätig und lehrte Betriebswirtschaft im Gesundheitswesen; er war beteiligt an der Gründung des Lehrstuhles. Seit 1990 hat er eine Professur Gesundheits- und Humanwissenschaften an der Universität Osnabrück, war von 1990 bis 2010 einfaches Mitglied und von 2010 bis 2017 stellvertretender Vorsitzender der dortigen Ethikkommission. 1994 gründete er das Palliativ- und Hospizprojekt SPES VIVA.
Zwischen 2000 und 2010 war er Mitglied des Vorstands der ASLO – Arbeitsgemeinschaft der Selbsthilfegruppen Osnabrück. Im Jahr 2002 wurde er zum Präsidenten der Deutschen Gesellschaft für interdisziplinäre klinische Medizin e. V. gewählt, ein Amt, das er bis 2007 innehatte. Bereits ein Jahr später, 2003, initiierte er das bundesweit tätige Advisory Board „Schmerzfreies Krankenhaus“. Von 2007 bis 2012 war er Mitglied des Ärztlichen Beirats der Deutschen Fibromyalgie-Selbsthilfe e. V. Ab 2008 übernahm er mehrere weitere Funktionen in medizinischen Fachgesellschaften: So war er von 2008 bis 2012 Vizepräsident der MEDICA – Deutschen Gesellschaft für interdisziplinäre Medizin e. V. und von 2008 bis 2014 Schatzmeister der Certcom – Gesellschaft für qualifizierte Schmerztherapie e. V.
Von 2009 bis 2016 gründete und leitete er den Hospiz- und Palliativstützpunkt Niedersachsen. Ebenfalls 2009 war er Mitbegründer und ist seitdem Vorstandsmitglied des Hospiz- und Palliativstützpunkts Osnabrück e. V. Zwei Jahre später, 2011, initiierte er das „SPES VIVA Trauerland – Zentrum für trauernde Kinder und Familien“ in Belm. Seit 2013 gehört er dem Beirat der proCumCert GmbH an. Seit 2014 ist er Vorstandsvorsitzender des Deutschen Hospiz- und PalliativVerbands und der Deutschen Hospiz- und PalliativStiftung.

## Auszeichnungen
- 2016 Träger des Verdienstkreuzes 1. Klasse des Verdienstordens der Bundesrepublik Deutschland[1]
- 2016 Ehrenplakette der Ärztekammer Niedersachsen;
- 2006 Nachhaltigkeitspreis „best of the best“;
- 1996 Golden Helix Award–Qualität des Europäischen Gesundheitswesens;
- 1997 Janssen-Cilag-Zukunftspreis für Innovationen im Gesundheitswesen (SPES VIVA);
- 1999 Dt. Innovationspreis Medizin und Gesundheit (Transparenz und Patienteninformation);

## Mitgliedschaften
Seit 2024 ist Hardinghaus Mitglied des Deutschen Ethikrats und der Akademie für Ethik in der Medizin (AEM). Seit 1982 ist er Mitglied der Deutschen Gesellschaft für Innere Medizin (DGIM) e.V., seit 1988 der Walter-Siegenthaler-Gesellschaft für Fortschritte in der Inneren Medizin und seit 1992 der Deutschen Gesellschaft für Palliativmedizin (DGP) e.V.
Seine Arbeitsschwerpunkte im Deutschen Ethikrat umfassen Medizinethik und Alltagspraxis, existentielle Fragen am Lebensende, Hospizarbeit und Palliativversorgung in Deutschland sowie Ehrenamt und bürgerschaftliches Engagement.

## Publizistische Tätigkeiten
- Hardinghaus ist Autor von über 300 wissenschaftlichen Veröffentlichungen sowie Vorträgen und populärwissenschaftlichen Fernseh- und Radiobeiträgen. Von 1980 bis 2000 war er Schriftleiter und Mitherausgeber der ZFA – Zeitschrift für Allgemeinmedizin, von 2001 bis 2020 Managing Editor und Schriftleiter der Zeitschrift „Klinikarzt“.
- Hardinghaus, W. (Hg) (2024): Suizid: Prävention vor Assistenz. In: Die Hospizzeitschrift-palliative care 5 Nr. 97, 24. Jg.
- Hardinghaus, W.; Voltz, R. (Hg) (2020): Todeswünsche. In: Die Hospizzeitschrift-palliative care 2 Nr. 87, 22. Jg.
- Hardinghaus, W. (2010): Spezialisierte ambulante Palliativversorgung -SAPV- in Niedersachsen, Zeitschrift Angewandte Schmerztherapie und Palliativmedizin, 1-10
- Maier, C.; Nestler, N,; Richter, H.; Hardinghaus, W.; Pogatzki – Zahn, E; Zenz, M.; Osterbrink, J. (2010): Qualität der Schmerztherapie in deutschen Krankenhäusern, Deutsches Ärzteblatt 107 (36)